# 梅迫車站
梅迫車站（日语：／ Umezako eki */?）是一由西日本旅客鐵道（JR西日本）所經營的鐵路車站，位於日本京都府綾部市梅迫町，是舞鶴線沿線的一個無人車站，隸屬於近畿統括本部的管轄範圍。
梅迫車站在1904年啟用時原本是客貨兼營的一般車站，但在1961年時取消了貨運業務，直到1987年3月31日、日本國鐵要正式民營化的前一日，再重啟貨運業務。業務轉移後梅迫車站由西日本旅客鐵道與日本貨物鐵道一同繼承，但由於業務量不足，1999年時貨運站的部分正式廢站。

## 車站結構
對向式月台2面2線的，設有待避設施的地面車站。只限西側設置站舍，但出入口卻設置在東側。站舍側為1號月台，對側為2號月台，各以跨線天橋連絡。然而，東側撤去了側線。

### 月台配置
| 月台 | 路線   | 方向 | 目的地             |
| ---- | ------ | ---- | ------------------ |
| 1    | 舞鶴線 | 下行 | 西舞鶴、東舞鶴方向 |
| 2    | 舞鶴線 | 上行 | 綾部、福知山方向   |

## 使用情況
1日平均上車人次如下表。
| 年度               | 1日平均上車人次 |
| ------------------ | --------------- |
| 1999年（平成11年） | 175             |
| 2000年（平成12年） | 156             |
| 2001年（平成13年） | 142             |
| 2002年（平成14年） | 145             |
| 2003年（平成15年） | 129             |
| 2004年（平成16年） | 115             |
| 2005年（平成17年） | 115             |
| 2006年（平成18年） | 107             |
| 2007年（平成19年） | 104             |
| 2008年（平成20年） | 96              |
| 2009年（平成21年） | 88              |
| 2010年（平成22年） | 77              |
| 2011年（平成23年） | 74              |
| 2012年（平成24年） | 79              |
| 2013年（平成25年） | 88              |
| 2014年（平成26年） | 77              |
| 2015年（平成27年） | 82              |
| 2016年（平成28年） | 90              |

## 相鄰車站
西日本旅客鐵道
 舞鶴線
■特急「舞鶴」
通過
■普通
淵垣－梅迫－真倉

## 外部連結
- 梅迫｜車站資訊：JR出門網 - 西日本旅客鐵道